# Бяликал
Бяликал (пол. Białykał) — село в Польщі, у гміні Пакослав Равицького повіту Великопольського воєводства.
Населення — 152 особи (2011).
У 1975-1998 роках село належало до Лешненського воєводства.

## Демографія
Демографічна структура станом на 31 березня 2011 року:
|          | Загалом | Допрацездатний вік | Працездатний вік | Постпрацездатний вік |
| -------- | ------- | ------------------ | ---------------- | -------------------- |
| Чоловіки | 82      | 26                 | 51               | 5                    |
| Жінки    | 70      | 23                 | 32               | 15                   |
| Разом    | 152     | 49                 | 83               | 20                   |